# Quileute (volk)

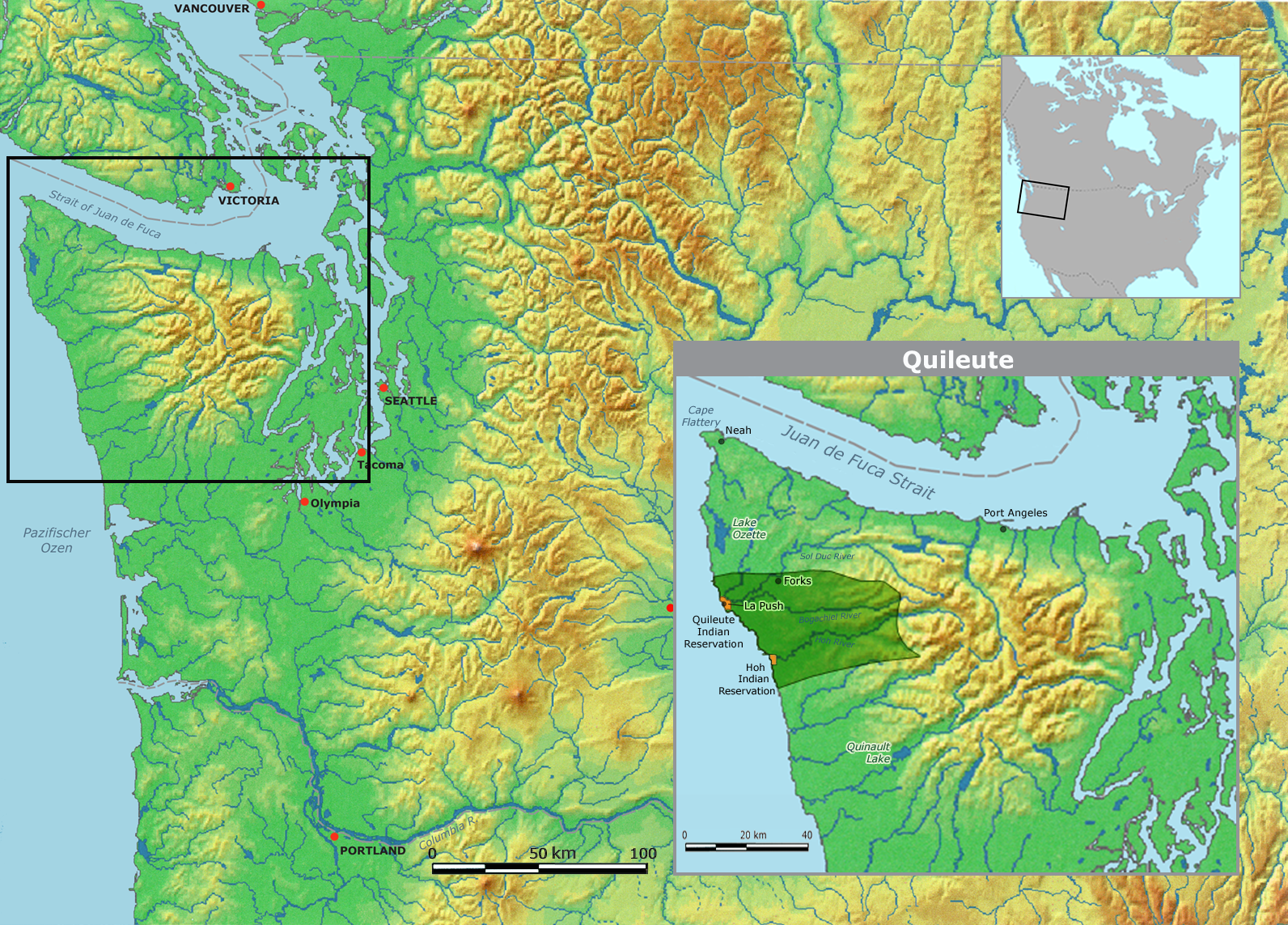
het gebied waar de Quileute wonen

De Quileute (ook Quillayute) zijn een Noord-Amerikaans indianenvolk uit het westen van de Amerikaanse staat Washington.
Sinds de ondertekening van het Verdrag van Quinault in 1855, verblijven de Quileute in het Quileute Indian Reservation, in het zuidwesten van Clallam County. Het merendeel van de Quileute woont er in het dorpje La Push, aan de monding van de Quillayute in de Stille Oceaan. De Quileute beschikken over een reservaat van zo'n 4000 km² en genieten een grote mate van autonomie. Er zijn naar schatting 2000 Quileute-indianen in de Verenigde Staten.
De Quileute-taal vormt samen met het Chimakum een kleine taalfamilie, de Chimakuumtalen. Daar het Chimakum is uitgestorven, is het Quileute een uniek geval in het Amerikaanse taallandschap. Quileute is een van de slechts zes talen waarvan bekend is dat ze geen nasalen hebben (zoals m of n).
Zoals veel andere inheemse volkeren van de Amerikaanse noordwestkust, hingen de Quileute in pre-koloniale tijden af van visvangst in de nabijgelegen rivieren en in de Stille Oceaan. Ze bouwden plank houses ter bescherming tegen de gure en natte winters. Ooit waren de Quileute ook vaardige walvisjagers.